# FC Unirea Urziceni
FC Unirea Urziceni, grundad 1954 och upplöst 2011, var en fotbollsklubb i staden Urziceni i Rumänien.
Efter många års spel i de lägre divisionerna blev Unirea Urziceni för första gången uppflyttade till högsta divisionen i Rumänien, Liga I, inför säsongen 2006/2007. Två år senare, säsongen 2008/2009, vann klubben sin första och enda ligatitel. Därmed kvalificerade de sig för Champions Leagues gruppspel nästkommande säsong, där de slutade på en tredjeplats och gick till sextondelsfinal i Europa League. Där åkte de sedan ut efter totalt 1–4 mot Liverpool.
På grund av ekonomiska problem tvingades Unirea Urziceni sälja stora delar av truppen under 2010. Säsongen 2010/2011 slutade med nedflyttning och klubben upplöstes senare samma år.

## Meriter
- Liga I (1): 2008/2009